# Campeonato Mundial de Voleibol Femenino de 2022
El XIX Campeonato Mundial de Voleibol Femenino se celebró conjuntamente en los Países Bajos y Polonia entre el 23 de septiembre y el 15 de octubre de 2022 bajo la organización de la Federación Internacional de Voleibol (FIVB), la Federación Neerlandesa de Voleibol y la Federación Polaca de Voleibol.
Compitieron en el evento 24 selecciones nacionales afiliadas a la FIVB por el título mundial, cuyo anterior portador era el equipo de Serbia, ganador del Mundial de 2018.
El equipo de Serbia conquistó su segundo título mundial al vencer en la final a la selección de Brasil con un marcador de 0-3. En el partido por el tercer lugar el conjunto de Italia venció al de los Estados Unidos.

## Clasificación
| Competición              | Fecha                                    | Sede                                  | Plazas | Equipos clasificados |
| ------------------------ | ---------------------------------------- | ------------------------------------- | ------ | --- |
| País anfitrión           | –                                        | –                                     | 2      | Países Bajos Polonia |
| Campeonato Mundial       | 29 de septiembre – 20 de octubre de 2018 | Japón                                 | 1      | Serbia |
| Campeonato Nortemericano | 26 – 31 de agosto de 2021                | Guadalajara · ( México)               | 2      | República Dominicana Puerto Rico                                                                                           |
| Campeonato Europeo       | 18 de agosto – 4 de septiembre de 2021   | Serbia · Rumania · Bulgaria · Croacia | 2      | Italia Turquía |
| Campeonato Africano      | 12 – 19 de septiembre de 2021            | Kigali ( Ruanda)                      | 2      | Camerún Kenia |
| Campeonato Sudamericano  | 15 – 19 de septiembre de 2021            | Barrancabermeja · ( Colombia)         | 2      | Brasil Colombia |
| Campeonato Asiático      | —                                        | —                                     | 2      | China Japón |
| Ranking mundial          | 2020–2021                                | —                                     | 11     | Estados Unidos Rusia Alemania Bélgica Corea del Sur Bulgaria Canadá Tailandia Argentina República Checa Kazajistán Croacia |
| TOTAL                    |                                          |                                       | 24     | 24 |

1. ↑  Debido a que el Campeonato Asiático fue pospuesto para 2022, el ranking continental sirvió como clasificatorio.
2. ↑  La selección de Rusia fue excluida del torneo debido a la Invasión rusa de Ucrania.[7]

## Sedes
| Foto | Grupo                   | Ciudad                    | Instalación         |
| ---- | ----------------------- | ------------------------- | ------------------- |
|      | A, B, C, D y fase final | Arnhem ( Países Bajos)    | GelreDome           |
|      | B                       | Gdańsk ( Polonia)         | Ergo Arena          |
|      | C y F                   | Łódź ( Polonia)           | Atlas Arena         |
|      | E                       | Róterdam ( Países Bajos)  | Rotterdam Ahoy      |
|      | Fase final              | Apeldoorn ( Países Bajos) | Omnisport Apeldoorn |
|      | Fase final              | Gliwice ( Polonia)        | Arena Gliwice       |

## Grupos
| Grupo A      | Grupo B              | Grupo C        | Grupo D         |
| ------------ | -------------------- | -------------- | --------------- |
| Países Bajos | Polonia              | Estados Unidos | Brasil          |
| Italia       | Turquía              | Serbia         | China           |
| Bélgica      | República Dominicana | Alemania       | Japón           |
| Puerto Rico  | Corea del Sur        | Bulgaria       | Colombia        |
| Camerún      | Tailandia            | Canadá         | Argentina       |
| Kenia        | Croacia              | Kazajistán     | República Checa |

## Primera fase
- Todos los partidos en la hora local de Países Bajos/Polonia (UTC+2).

Los primeros cuatro de cada grupo pasan a la segunda fase.

### Grupo A
| Equipo       | Partidos | Partidos | Partidos |      | Sets | Sets | Sets  | Puntos | Puntos | Puntos |
| Equipo       | PJ       | PG       | PP       | Pts. | SG   | SP   | Ratio | PG     | PP     | Ratio  |
| ------------ | -------- | -------- | -------- | ---- | ---- | ---- | ----- | ------ | ------ | ------ |
| Italia       | 5        | 5        | 0        | 15   | 15   | 2    | 7,500 | 431    | 328    | 1,314  |
| Bélgica      | 5        | 4        | 1        | 12   | 13   | 4    | 3,250 | 417    | 331    | 1,259  |
| Países Bajos | 5        | 3        | 2        | 9    | 11   | 7    | 1,571 | 413    | 357    | 1,156  |
| Puerto Rico  | 5        | 2        | 3        | 6    | 7    | 10   | 0,700 | 371    | 382    | 0,971  |
| Kenia        | 5        | 1        | 4        | 3    | 4    | 12   | 0,333 | 289    | 383    | 0,754  |
| Camerún      | 5        | 0        | 5        | 0    | 0    | 15   | 0,000 | 237    | 377    | 0,628  |

- Resultados

| Fecha | Hora  | Partido¹     | Partido¹ | Partido¹    | Res.  | Set 1 | Set 2 | Set 3 | Set 4 | Set 5 | Total    |
| ----- | ----- | ------------ | -------- | ----------- | ----- | ----- | ----- | ----- | ----- | ----- | -------- |
| 23.09 | 20:00 | Países Bajos | –        | Kenia       | 3 – 0 | 25-11 | 25-17 | 25-11 | –     | –     | 75 – 39  |
| 24.09 | 14:00 | Bélgica      | –        | Puerto Rico | 3 – 0 | 25-15 | 27-25 | 25-15 | –     | –     | 77 – 55  |
| 24.09 | 15:00 | Italia       | –        | Camerún     | 3 – 0 | 25-10 | 25-12 | 25-16 | –     | –     | 75 – 38  |
| 25.09 | 13:00 | Bélgica      | –        | Kenia       | 3 – 0 | 25-15 | 25-14 | 25-11 | –     | –     | 75 – 40  |
| 25.09 | 16:00 | Países Bajos | –        | Camerún     | 3 – 0 | 25-11 | 25-20 | 25-13 | –     | –     | 75 – 44  |
| 26.09 | 18:00 | Italia       | –        | Puerto Rico | 3 – 0 | 28-26 | 25-21 | 26-24 | –     | –     | 79 – 71  |
| 27.09 | 18:00 | Italia       | –        | Bélgica     | 3 – 1 | 21-25 | 30-28 | 29-27 | 25-9  | –     | 105 – 89 |
| 27.09 | 20:00 | Camerún      | –        | Kenia       | 0 – 3 | 20-25 | 25-27 | 19-25 | –     | –     | 64 – 77  |
| 28.09 | 20:00 | Países Bajos | –        | Puerto Rico | 3 – 1 | 23-25 | 25-20 | 25-16 | 25-15 | –     | 98 – 76  |
| 29.09 | 18:00 | Italia       | –        | Kenia       | 3 – 0 | 25-15 | 25-23 | 25-17 | –     | –     | 75 – 55  |
| 29.09 | 20:00 | Puerto Rico  | –        | Camerún     | 3 – 0 | 25-23 | 25-16 | 25-11 | –     | –     | 75 – 50  |
| 30.09 | 20:00 | Países Bajos | –        | Bélgica     | 1 – 3 | 16-25 | 23-25 | 26-24 | 25-27 | –     | 90 – 101 |
| 01.10 | 16:00 | Puerto Rico  | –        | Kenia       | 3 – 1 | 25-15 | 19-25 | 25-18 | 25-20 | –     | 94 – 78  |
| 02.10 | 13:00 | Bélgica      | –        | Camerún     | 3 – 0 | 25-8  | 25-19 | 25-14 | –     | –     | 75 – 41  |
| 02.10 | 16:00 | Países Bajos | –        | Italia      | 1 – 3 | 13-25 | 25-22 | 16-25 | 21-25 | –     | 75 – 97  |

- (¹) – Todos en Arnhem.

### Grupo B
| Equipo               | Partidos | Partidos | Partidos |      | Sets | Sets | Sets  | Puntos | Puntos | Puntos |
| Equipo               | PJ       | PG       | PP       | Pts. | SG   | SP   | Ratio | PG     | PP     | Ratio  |
| -------------------- | -------- | -------- | -------- | ---- | ---- | ---- | ----- | ------ | ------ | ------ |
| Turquía              | 5        | 4        | 1        | 11   | 14   | 7    | 2,000 | 468    | 396    | 1,181  |
| Tailandia            | 5        | 4        | 1        | 10   | 12   | 7    | 1,714 | 419    | 392    | 1,068  |
| República Dominicana | 5        | 3        | 2        | 11   | 13   | 7    | 1,857 | 457    | 401    | 1,139  |
| Polonia              | 5        | 3        | 2        | 10   | 12   | 7    | 1,714 | 441    | 382    | 1,154  |
| Corea del Sur        | 5        | 1        | 4        | 3    | 3    | 13   | 0,230 | 283    | 398    | 0,711  |
| Croacia              | 5        | 0        | 5        | 0    | 2    | 15   | 0,133 | 326    | 425    | 0,767  |

- Resultados

| Fecha | Hora  | Partido¹             | Partido¹ | Partido¹             | Res.  | Set 1 | Set 2 | Set 3 | Set 4 | Set 5 | Total     |
| ----- | ----- | -------------------- | -------- | -------------------- | ----- | ----- | ----- | ----- | ----- | ----- | --------- |
| 23.09 | 18:00 | Polonia              | –        | Croacia              | 3 –1  | 25-19 | 21-25 | 25-23 | 25-15 | –     | 96 – 82   |
| 24.09 | 13:00 | Turquía              | –        | Tailandia            | 2 – 3 | 25-17 | 29-31 | 25-22 | 19-25 | 13-15 | 111 – 110 |
| 24.09 | 18:30 | República Dominicana | –        | Corea del Sur        | 3 – 0 | 25-19 | 25-12 | 25-15 | –     | –     | 75 – 46   |
| 27.09 | 14:00 | Turquía              | –        | Corea del Sur        | 3 – 0 | 25-14 | 25-13 | 25-13 | –     | –     | 75 – 40]  |
| 27.09 | 17:30 | República Dominicana | –        | Croacia              | 3 – 0 | 25-20 | 25-15 | 25-21 | –     | –     | 75 – 56]  |
| 27.09 | 20:30 | Polonia              | –        | Tailandia            | 3 – 0 | 25-17 | 25-17 | 25-17 | –     | –     | 75 – 51   |
| 28.09 | 14:00 | Tailandia            | –        | Croacia              | 3 – 0 | 25-18 | 25-13 | 25-21 | –     | –     | 75 – 52   |
| 28.09 | 17:30 | Turquía              | –        | República Dominicana | 3 – 2 | 21-25 | 25-21 | 25-18 | 16-25 | 15-13 | 102 – 102 |
| 28.09 | 20:30 | Polonia              | –        | Corea del Sur        | 3 – 0 | 25-17 | 25-18 | 25-16 | –     | –     | 75 – 51   |
| 29.09 | 14:00 | Corea del Sur        | –        | Tailandia            | 0 – 3 | 13-25 | 15-25 | 14-25 | –     | –     | 42 – 75   |
| 29.09 | 17:30 | Turquía              | –        | Croacia              | 3 – 0 | 25-14 | 25-12 | 25-12 | –     | –     | 75 – 38   |
| 29.09 | 20:30 | Polonia              | –        | República Dominicana | 1 – 3 | 25-18 | 22-25 | 21-25 | 21-25 | –     | 89 – 93   |
| 01.10 | 14:00 | República Dominicana | –        | Tailandia            | 2 – 3 | 29-31 | 25-16 | 25-21 | 22-25 | 11-15 | 112 – 108 |
| 01.10 | 17:00 | Corea del Sur        | –        | Croacia              | 3 –1  | 25-21 | 27-29 | 27-25 | 25-23 | –     | 104 – 98  |
| 01.10 | 20:30 | Polonia              | –        | Turquía              | 2 – 3 | 25-22 | 23-25 | 22-25 | 25-18 | 11-15 | 106 – 105 |

- (¹) – Los primeros tres partidos en Arnhem y el resto en Gdańsk.

### Grupo C
| Equipo         | Partidos | Partidos | Partidos |      | Sets | Sets | Sets  | Puntos | Puntos | Puntos |
| Equipo         | PJ       | PG       | PP       | Pts. | SG   | SP   | Ratio | PG     | PP     | Ratio  |
| -------------- | -------- | -------- | -------- | ---- | ---- | ---- | ----- | ------ | ------ | ------ |
| Serbia         | 5        | 5        | 0        | 14   | 15   | 2    | 7,500 | 412    | 326    | 1,263  |
| Estados Unidos | 5        | 4        | 1        | 12   | 12   | 4    | 3,000 | 381    | 303    | 1,257  |
| Canadá         | 5        | 3        | 2        | 8    | 9    | 9    | 1,000 | 393    | 376    | 1,045  |
| Alemania       | 5        | 2        | 3        | 7    | 8    | 10   | 0,800 | 394    | 397    | 0,992  |
| Bulgaria       | 5        | 1        | 4        | 4    | 8    | 12   | 0,666 | 417    | 464    | 0,898  |
| Kazajistán     | 5        | 0        | 5        | 0    | 0    | 15   | 0,000 | 244    | 375    | 0,650  |

- Resultados

| Fecha | Hora  | Partido¹       | Partido¹ | Partido¹   | Res.  | Set 1 | Set 2 | Set 3 | Set 4 | Set 5 | Total     |
| ----- | ----- | -------------- | -------- | ---------- | ----- | ----- | ----- | ----- | ----- | ----- | --------- |
| 24.09 | 19:30 | Estados Unidos | –        | Kazajistán | 3 – 0 | 25-16 | 25-13 | 25-22 | –     | –     | 75 – 51   |
| 25.09 | 19:00 | Alemania       | –        | Bulgaria   | 3 – 1 | 25-22 | 21-25 | 25-23 | 25-21 | –     | 96 – 91   |
| 25.09 | 20:00 | Serbia         | –        | Canadá     | 3 – 0 | 25-23 | 25-16 | 25-20 | –     | –     | 75 – 59   |
| 26.09 | 15:30 | Alemania       | –        | Kazajistán | 3 – 0 | 25-15 | 25-18 | 25-21 | –     | –     | 75 – 54   |
| 26.09 | 16:00 | Serbia         | –        | Bulgaria   | 3 – 2 | 25-21 | 22-25 | 25-27 | 25-21 | 15-9  | 112 – 103 |
| 26.09 | 21:00 | Estados Unidos | –        | Canadá     | 3 – 0 | 25-19 | 26-24 | 25-15 | –     | –     | 76 – 58   |
| 29.09 | 13:00 | Canadá         | –        | Kazajistán | 3 – 0 | 25-14 | 25-16 | 25-11 | –     | –     | 75 – 41   |
| 29.09 | 16:00 | Serbia         | –        | Alemania   | 3 – 0 | 25-23 | 25-22 | 25-23 | –     | –     | 75 – 68   |
| 29.09 | 19:00 | Estados Unidos | –        | Bulgaria   | 3 – 1 | 25-14 | 23-25 | 25-11 | 25-15 | –     | 98 – 65   |
| 30.09 | 13:00 | Serbia         | –        | Kazajistán | 3 – 0 | 25-13 | 25-17 | 25-10 | –     | –     | 75 – 40   |
| 30.09 | 16:00 | Bulgaria       | –        | Canadá     | 1 – 3 | 21-25 | 27-25 | 20-25 | 15-25 | –     | 83 – 100  |
| 30.09 | 19:00 | Estados Unidos | –        | Alemania   | 3 – 0 | 25-17 | 25-13 | 26-24 | –     | –     | 76 – 54   |
| 01.10 | 13:00 | Bulgaria       | –        | Kazajistán | 3 – 0 | 25-18 | 25-22 | 25-18 | –     | –     | 75 – 58   |
| 01.10 | 16:00 | Alemania       | –        | Canadá     | 2 – 3 | 25-12 | 26-24 | 23-25 | 18-25 | 8-15  | 100 – 101 |
| 01.10 | 19:00 | Estados Unidos | –        | Serbia     | 0 – 3 | 20-25 | 23-25 | 13-25 | –     | –     | 56 – 75   |

- (¹) – Los primeros seis partidos en Arnhem y el resto en Łódź.

### Grupo D
| Equipo          | Partidos | Partidos | Partidos |      | Sets | Sets | Sets  | Puntos | Puntos | Puntos |
| Equipo          | PJ       | PG       | PP       | Pts. | SG   | SP   | Ratio | PG     | PP     | Ratio  |
| --------------- | -------- | -------- | -------- | ---- | ---- | ---- | ----- | ------ | ------ | ------ |
| China           | 5        | 4        | 1        | 12   | 13   | 3    | 4,333 | 395    | 352    | 1,122  |
| Japón           | 5        | 4        | 1        | 12   | 12   | 4    | 3,000 | 387    | 327    | 1,183  |
| Brasil          | 5        | 4        | 1        | 12   | 13   | 5    | 2,600 | 431    | 356    | 1,210  |
| Argentina       | 5        | 2        | 3        | 5    | 6    | 12   | 0,500 | 377    | 413    | 0,912  |
| República Checa | 5        | 1        | 4        | 3    | 5    | 13   | 0,384 | 375    | 422    | 0,888  |
| Colombia        | 5        | 0        | 5        | 1    | 3    | 15   | 0,200 | 335    | 430    | 0,779  |

- Resultados

| Fecha | Hora  | Partido¹  | Partido¹ | Partido¹        | Res.  | Set 1 | Set 2 | Set 3 | Set 4 | Set 5 | Total    |
| ----- | ----- | --------- | -------- | --------------- | ----- | ----- | ----- | ----- | ----- | ----- | -------- |
| 24.09 | 20:30 | Brasil    | –        | República Checa | 3 – 1 | 25-20 | 25-16 | 22-25 | 25-18 | –     | 97 – 79  |
| 25.09 | 14:00 | China     | –        | Argentina       | 3 – 0 | 25-23 | 25-22 | 25-20 | –     | –     | 75 – 65  |
| 25.09 | 14:15 | Japón     | –        | Colombia        | 3 – 0 | 25-20 | 25-22 | 25-17 | –     | –     | 75 – 59  |
| 26.09 | 14:15 | Japón     | –        | República Checa | 3 – 0 | 25-15 | 25-20 | 25-12 | –     | –     | 75 – 47  |
| 26.09 | 18:30 | Brasil    | –        | Argentina       | 3 – 0 | 25-19 | 25-13 | 25-21 | –     | –     | 75 – 53  |
| 27.09 | 14:00 | China     | –        | Colombia        | 3 – 0 | 25-16 | 25-21 | 25-16 | –     | –     | 75 – 53  |
| 28.09 | 14:15 | China     | –        | Japón           | 3 – 0 | 28-26 | 25-17 | 29-27 | –     | –     | 82 – 70  |
| 28.09 | 15:00 | Brasil    | –        | Colombia        | 3 – 0 | 25-14 | 25-12 | 25-20 | –     | –     | 75 – 46  |
| 28.09 | 18:00 | Argentina | –        | República Checa | 3 – 1 | 25-20 | 20-25 | 25-22 | 25-22 | –     | 95 – 89  |
| 30.09 | 14:00 | China     | –        | República Checa | 3 – 0 | 25-19 | 25-22 | 27-25 | –     | –     | 77 – 66  |
| 30.09 | 14:15 | Brasil    | –        | Japón           | 1 – 3 | 22-25 | 19-25 | 25-17 | 20-25 | –     | 86 – 92  |
| 30.09 | 18:00 | Colombia  | –        | Argentina       | 2 – 3 | 25-19 | 17-25 | 29-27 | 20-25 | 8-15  | 99 – 111 |
| 01.10 | 14:00 | Brasil    | –        | China           | 3 – 1 | 23-25 | 25-17 | 25-22 | 25-22 | –     | 98 – 86  |
| 01.10 | 18:00 | Colombia  | –        | República Checa | 1 – 3 | 22-25 | 13-25 | 25-19 | 18-25 | –     | 78 – 94  |
| 02.10 | 14:15 | Japón     | –        | Argentina       | 3 – 0 | 25-17 | 25-19 | 25-17 | –     | –     | 75 – 53  |

- (¹) – Todos en Arnhem.

## Segunda fase
- Todos los partidos en la hora local de Países Bajos/Polonia (UTC+2).

Los cuatro primeros de cada grupo disputan los cuartos de final.

### Grupo E
| Equipo       | Partidos | Partidos | Partidos |      | Sets | Sets | Sets  | Puntos | Puntos | Puntos |
| Equipo       | PJ       | PG       | PP       | Pts. | SG   | SP   | Ratio | PG     | PP     | Ratio  |
| ------------ | -------- | -------- | -------- | ---- | ---- | ---- | ----- | ------ | ------ | ------ |
| Italia       | 9        | 8        | 1        | 25   | 26   | 6    | 4,333 | 783    | 627    | 1,248  |
| Brasil       | 9        | 8        | 1        | 23   | 25   | 8    | 3,125 | 793    | 631    | 1,256  |
| Japón        | 9        | 7        | 2        | 21   | 22   | 8    | 2,750 | 707    | 628    | 1,125  |
| China        | 9        | 7        | 2        | 20   | 22   | 8    | 2,750 | 712    | 642    | 1,109  |
| Bélgica      | 9        | 5        | 4        | 15   | 18   | 13   | 1,384 | 708    | 667    | 1,061  |
| Países Bajos | 9        | 4        | 5        | 13   | 16   | 17   | 0,941 | 733    | 680    | 1,077  |
| Puerto Rico  | 9        | 3        | 6        | 9    | 10   | 20   | 0,500 | 616    | 690    | 0,892  |
| Argentina    | 9        | 2        | 7        | 5    | 8    | 24   | 0,333 | 644    | 755    | 0,852  |

- Resultados

| Fecha | Hora  | Partido¹     | Partido¹ | Partido¹     | Res.  | Set 1 | Set 2 | Set 3 | Set 4 | Set 5 | Total     |
| ----- | ----- | ------------ | -------- | ------------ | ----- | ----- | ----- | ----- | ----- | ----- | --------- |
| 04.10 | 14:15 | Japón        | –        | Bélgica      | 3 – 1 | 21-25 | 25-20 | 25-16 | 25-22 | –     | 96 – 83   |
| 04.10 | 17:15 | Italia       | –        | Brasil       | 2 – 3 | 20-25 | 25-22 | 25-22 | 21-25 | 15-17 | 106 – 111 |
| 04.10 | 20:15 | Países Bajos | –        | Argentina    | 3 – 1 | 22-25 | 25-18 | 25-12 | 25-13 | –     | 97 – 68   |
| 05.10 | 14:15 | Italia       | –        | Japón        | 3 – 1 | 20-25 | 25-20 | 25-14 | 25-15 | –     | 97 – 74   |
| 05.10 | 17:15 | China        | –        | Puerto Rico  | 3 – 0 | 25-15 | 25-19 | 25-21 | –     | –     | 75 – 55   |
| 05.10 | 20:15 | Bélgica      | –        | Argentina    | 3 – 0 | 25-16 | 25-23 | 25-23 | –     | –     | 75 – 62   |
| 06.10 | 16:00 | Brasil       | –        | Puerto Rico  | 3 – 0 | 25-11 | 25-13 | 25-15 | –     | –     | 75 – 39   |
| 06.10 | 20:00 | China        | –        | Países Bajos | 3 – 2 | 22-25 | 25-21 | 25-18 | 18-25 | 15-12 | 105 – 101 |
| 07.10 | 14:15 | Japón        | –        | Puerto Rico  | 3 – 0 | 25-16 | 25-19 | 25-21 | –     | –     | 75 – 56   |
| 07.10 | 17:15 | Italia       | –        | Argentina    | 3 – 0 | 25-19 | 25-18 | 25-17 | –     | –     | 75 – 54   |
| 07.10 | 20:15 | Brasil       | –        | Países Bajos | 3 – 0 | 25-19 | 25-19 | 25-20 | –     | –     | 75 – 58   |
| 08.10 | 13:30 | Italia       | –        | China        | 3 – 0 | 26-24 | 25-16 | 25-20 | –     | –     | 76 – 60   |
| 08.10 | 17:00 | Brasil       | –        | Bélgica      | 3 – 1 | 26-28 | 25-17 | 25-11 | 25-16 | –     | 101 – 72  |
| 09.10 | 12:30 | China        | –        | Bélgica      | 3 – 0 | 25-18 | 25-18 | 27-25 | –     | –     | 77 – 61   |
| 09.10 | 15:30 | Japón        | –        | Países Bajos | 3 – 0 | 25-23 | 25-23 | 25-21 | –     | –     | 75 – 67   |
| 09.10 | 18:30 | Puerto Rico  | –        | Argentina    | 3 – 1 | 20-25 | 25-15 | 25-20 | 25-23 | –     | 95 – 83   |

- (¹) – Todos en Róterdam.

### Grupo F
| Equipo               | Partidos | Partidos | Partidos |      | Sets | Sets | Sets   | Puntos | Puntos | Puntos |
| Equipo               | PJ       | PG       | PP       | Pts. | SG   | SP   | Ratio  | PG     | PP     | Ratio  |
| -------------------- | -------- | -------- | -------- | ---- | ---- | ---- | ------ | ------ | ------ | ------ |
| Serbia               | 9        | 9        | 0        | 26   | 27   | 2    | 13,500 | 714    | 570    | 1,252  |
| Estados Unidos       | 9        | 7        | 2        | 20   | 21   | 11   | 1,909  | 745    | 652    | 1,142  |
| Turquía              | 9        | 6        | 3        | 17   | 21   | 13   | 1,615  | 775    | 699    | 1,108  |
| Polonia              | 9        | 6        | 3        | 17   | 21   | 14   | 1,500  | 792    | 720    | 1,100  |
| Canadá               | 9        | 5        | 4        | 14   | 17   | 18   | 0,944  | 767    | 741    | 1,035  |
| República Dominicana | 9        | 4        | 5        | 15   | 19   | 17   | 1,117  | 789    | 764    | 1,032  |
| Tailandia            | 9        | 4        | 5        | 11   | 16   | 19   | 0,842  | 757    | 769    | 0,984  |
| Alemania             | 9        | 3        | 6        | 11   | 14   | 20   | 0,700  | 735    | 767    | 0,958  |

- Resultados

| Fecha | Hora  | Partido¹             | Partido¹ | Partido¹             | Res.  | Set 1 | Set 2 | Set 3 | Set 4 | Set 5 | Total     |
| ----- | ----- | -------------------- | -------- | -------------------- | ----- | ----- | ----- | ----- | ----- | ----- | --------- |
| 04.10 | 15:00 | Tailandia            | –        | Canadá               | 1 – 3 | 19-25 | 21-25 | 25-23 | 22-25 | –     | 87 – 98   |
| 04.10 | 17:30 | Estados Unidos       | –        | República Dominicana | 3 – 1 | 21-25 | 25-19 | 25-20 | 25-14 | –     | 96 – 78   |
| 04.10 | 19:00 | Turquía              | –        | Alemania             | 3 – 0 | 25-21 | 25-18 | 25-21 | –     | –     | 75 – 60   |
| 04.10 | 20:30 | Serbia               | –        | Polonia              | 3 – 0 | 26-24 | 25-22 | 25-18 | –     | –     | 76 – 64   |
| 05.10 | 15:00 | Tailandia            | –        | Alemania             | 1 – 3 | 19-25 | 22-25 | 25-18 | 23-25 | –     | 89 – 93   |
| 05.10 | 17:30 | Turquía              | –        | Canadá               | 3 – 0 | 25-22 | 26-24 | 28-26 | –     | –     | 79 – 72   |
| 05.10 | 19:00 | Serbia               | –        | República Dominicana | 3 – 0 | 26-24 | 25-20 | 25-17 | –     | –     | 76 – 61   |
| 05.10 | 20:30 | Estados Unidos       | –        | Polonia              | 0 – 3 | 23-25 | 20-25 | 18-25 | –     | –     | 61 – 75   |
| 07.10 | 15:00 | Serbia               | –        | Tailandia            | 3 – 0 | 25-23 | 25-17 | 25-15 | –     | –     | 75 – 55   |
| 07.10 | 17:30 | Estados Unidos       | –        | Turquía              | 3 –1  | 25-22 | 21-25 | 25-20 | 25-22 | –     | 96 – 89   |
| 07.10 | 19:00 | República Dominicana | –        | Alemania             | 3 – 1 | 19-25 | 25-18 | 25-22 | 25-18 | –     | 94 – 83   |
| 07.10 | 20:30 | Polonia              | –        | Canadá               | 3 – 2 | 25-18 | 19-25 | 16-25 | 25-23 | 15-5  | 100 – 96  |
| 08.10 | 15:00 | Estados Unidos       | –        | Tailandia            | 3 – 2 | 23-25 | 21-25 | 25-19 | 27-25 | 15-13 | 111 – 107 |
| 08.10 | 17:30 | Serbia               | –        | Turquía              | 3 – 0 | 25-20 | 25-21 | 25-23 | –     | –     | 75 – 64   |
| 08.10 | 19:00 | República Dominicana | –        | Canadá               | 2 – 3 | 25-18 | 23-25 | 17-25 | 27-25 | 7-15  | 99 – 108  |
| 08.10 | 20:30 | Polonia              | –        | Alemania             | 3 – 2 | 26-24 | 20-25 | 25-18 | 26-28 | 15-10 | 112 – 105 |

- (¹) – Todos en Łódź.

## Fase final
- Todos los partidos en la hora local de Países Bajos/Polonia (UTC+2).

|  | Cuartos de final | Cuartos de final |                |        | Semifinales | Semifinales |        |              | Final          | Final |  |
|  |                  |                  |                |        |             |             |        |              |                |       |  |
|  |                  |                  |                |        |             |             |        |              |                |       |  |
|  | Italia           | 3                |                |        |             |             |        |              |                |       |  |
|  | Italia           | 3                |                |        |             |             |        |              |                |       |  |
|  | China            | 1                |                |        |             |             |        |              |                |       |  |
|  | China            | 1                |                | Italia | 1           |             |        |              |                |       |  |
|  |                  |                  |                | Italia | 1           |             |        |              |                |       |  |
|  |                  |                  | Brasil         | 3      |             |             |        |              |                |       |  |
|  | Brasil           | 3                | Brasil         | 3      |             |             |        |              |                |       |  |
|  | Brasil           | 3                |                |        |             |             |        |              |                |       |  |
|  | Japón            | 2                |                |        |             |             |        |              |                |       |  |
|  | Japón            | 2                |                |        |             |             |        | Brasil       | 0              |       |  |
|  |                  |                  |                |        |             |             |        | Brasil       | 0              |       |  |
|  |                  |                  | Serbia         | 3      |             |             |        |              |                |       |  |
|  | Serbia           | 3                | Serbia         | 3      |             |             |        |              |                |       |  |
|  | Serbia           | 3                |                |        |             |             |        |              |                |       |  |
|  | Polonia          | 2                |                |        |             |             |        |              |                |       |  |
|  | Polonia          | 2                |                | Serbia | 3           |             |        | Tercer lugar | Tercer lugar   |       |  |
|  |                  |                  |                | Serbia | 3           |             |        | Tercer lugar | Tercer lugar   |       |  |
|  |                  |                  | Estados Unidos | 1      |             |             |        |              |                |       |  |
|  | Estados Unidos   | 3                | Estados Unidos | 1      |             |             | Italia | 3            |                |       |  |
|  | Estados Unidos   | 3                |                |        |             |             | Italia | 3            |                |       |  |
|  | Turquía          | 0                |                |        |             |             |        |              | Estados Unidos | 0     |  |
|  | Turquía          | 0                |                |        |             |             |        |              | Estados Unidos | 0     |  |
|  |                  |                  |                |        |             |             |        |              |                |       |  |

### Cuartos de final
| Fecha | Hora  | Partido¹       | Partido¹ | Partido¹ | Resultado | S1    | S2    | S3    | S4    | S5    | Total     |
| ----- | ----- | -------------- | -------- | -------- | --------- | ----- | ----- | ----- | ----- | ----- | --------- |
| 11.10 | 17:00 | Italia         | -        | China    | 3 – 1     | 25-16 | 25-22 | 13-25 | 25-17 | –     | 88 – 80   |
| 11.10 | 17:30 | Estados Unidos | -        | Turquía  | 3 – 0     | 25-22 | 25-15 | 25-20 | –     | –     | 75 – 57   |
| 11.10 | 20:00 | Brasil         | -        | Japón    | 3 – 2     | 18-25 | 18-25 | 25-22 | 27-25 | 15-13 | 103 – 110 |
| 11.10 | 20:30 | Serbia         | -        | Polonia  | 3 – 2     | 21-25 | 25-21 | 25-19 | 24-26 | 16-14 | 111 – 105 |

- (¹) – El primero y el tercero en Apeldoorn, los otros dos en Gliwice.

### Semifinales
| Fecha | Hora  | Partido¹ | Partido¹ | Partido¹       | Resultado | S1    | S2    | S3    | S4    | S5 | Total   |
| ----- | ----- | -------- | -------- | -------------- | --------- | ----- | ----- | ----- | ----- | -- | ------- |
| 12.10 | 20:30 | Serbia   | -        | Estados Unidos | 3 – 1     | 25-21 | 25-20 | 17-25 | 25-23 | –  | 92 – 89 |
| 13.10 | 20:00 | Italia   | -        | Brasil         | 1 – 3     | 23-25 | 25-22 | 24-26 | 19-25 | –  | 91 – 98 |

- (¹) – El primero en Gliwice y el segundo en Apeldoorn.

### Tercer lugar
| Fecha | Hora  | Partido¹ | Partido¹ | Partido¹       | Resultado | S1    | S2    | S3    | S4 | S5 | Total   |
| ----- | ----- | -------- | -------- | -------------- | --------- | ----- | ----- | ----- | -- | -- | ------- |
| 15.10 | 16:00 | Italia   | -        | Estados Unidos | 3 – 0     | 25-20 | 25-15 | 27-25 | -  | -  | 77 – 60 |

- (¹) – En Apeldoorn.

### Final
| Fecha | Hora  | Partido¹ | Partido¹ | Partido¹ | Resultado | S1    | S2    | S3    | S4 | S5 | Total   |
| ----- | ----- | -------- | -------- | -------- | --------- | ----- | ----- | ----- | -- | -- | ------- |
| 15.10 | 20:00 | Brasil   | -        | Serbia   | 0 – 3     | 24-26 | 22-25 | 17-25 | –  | –  | 63 – 76 |

- (¹) – En Apeldoorn.

## Medallero
| Serbia | Brasil | Italia |
| 1 Bianka Buša 2 Katarina Dangubić 4 Bojana Drča 5 Mina Popović 8 Slađana Mirković 9 Brankica Mihajlović 12 Teodora Pušić 13 Ana Bjelica 14 Maja Aleksić 15 Jovana Stevanović 16 Aleksandra Jegdić 18 Tijana Bošković 19 Bojana Milenković 22 Sara Lozo | 2 Carol Gattaz 3 Júlia Gambatto 4 Ana Carolina da Silva 5 Priscila Daroit 6 Nyeme Alexandre Costa Nunes 7 Rosamaria Montibeller 8 Macris Silva Carneiro 9 Roberta Ratzke 10 Gabriela Braga Guimarães 14 Natália Araujo 15 Lorena Viezel 16 Kisy Nascimento 19 Tainara Lemes Santos 24 Lorenne Geraldo Teixeira | 1 Marina Lubian 3 Alessia Gennari 4 Sara Bonifacio 5 Ofelia Malinov 6 Monica De Gennaro 7 Eleonora Fersino 8 Alessia Orro 9 Caterina Bosetti 10 Cristina Chirichella 11 Anna Danesi 14 Elena Pietrini 15 Sylvia Nwakalor 17 Miriam Sylla 18 Paola Egonu |
| Daniele Santarelli (seleccionador) | José Roberto Guimarães (seleccionador) | Davide Mazzanti (seleccionador) |

## Estadísticas

### Clasificación general
| 1. Serbia CM             |
| 2. Brasil                |
| 3. Italia                |
| 4. Estados Unidos        |
| 5. Japón                 |
| 6. China                 |
| 7. Polonia               |
| 8. Turquía               |
| 9. Bélgica               |
| 10. Canadá               |
| 11. República Dominicana |
| 12. Países Bajos         |
| 13. Tailandia            |
| 14. Alemania             |
| 15. Puerto Rico          |
| 16. Argentina            |
| 17. Bulgaria             |
| 18. República Checa      |
| 19. Kenia                |
| 20. Corea del Sur        |
| 21. Colombia             |
| 22. Croacia              |
| 23. Kazajistán           |
| 24. Camerún              |

Fuente: volleyballworld.com

### Máximas anotadoras
| Núm. | Nombre                   | Selección            | Puntos |
| ---- | ------------------------ | -------------------- | ------ |
| 1    | Paola Egonu              | Italia               | 275    |
| 2    | Magdalena Stysiak        | Polonia              | 241    |
| 3    | Tijana Bošković          | Serbia               | 240    |
| 4    | Britt Herbots            | Bélgica              | 222    |
| 5    | Gabriela Braga Guimarães | Brasil               | 214    |
| 6    | Li Yingying              | China                | 179    |
| 7    | Kiera Van Ryk            | Canadá               | 176    |
| 8    | Ebrar Karakurt           | Turquía              | 173    |
| 9    | Gaila González López     | República Dominicana | 166    |
| 10   | Arisa Inoue              | Japón                | 159    |

Fuente: volleyballworld.com

### Distinciones individuales
- Mejor jugadora (MVP) – Tijana Bošković ( Serbia)
- Mayor anotatora – Paola Egonu ( Italia) –275 pts.–
- Mejor colocadora – Bojana Drča ( Serbia)
- Mejor receptora – Gabriela Braga Guimarães ( Brasil) y Miriam Sylla ( Italia)
- Mejor central – Ana Carolina da Silva ( Brasil) y Anna Danesi ( Italia)
- Mejor opuesta – Tijana Bošković ( Serbia)
- Mejor líbero – Teodora Pušić ( Serbia)

Fuente: volleyballworld.com